# Суперкубок Франції з футболу
Суперкубок Франції з футболу (фр. Trophee des champions) — кубок, який проходить під егідою Федерації футболу Франції. Матч між переможцем чемпіонату і володарем Кубка.

## Список матчів
| Рік  | Дата                                                                           | Володар                                                                        | Фіналіст                                                                       | Рахунок                                                                        | Місце проведення                                                               |
| ---- | ------------------------------------------------------------------------------ | ------------------------------------------------------------------------------ | ------------------------------------------------------------------------------ | ------------------------------------------------------------------------------ | ------------------------------------------------------------------------------ |
| 1949 | 06-06-1949                                                                     | «Реймс»                                                                        | «Расінг»                                                                       | 4-3                                                                            | Олімпійський стадіон Ів дю Мануар, Коломб                                      |
| 1955 | 14-09-1655                                                                     | «Реймс»                                                                        | «Лілль»                                                                        | 7-1                                                                            | Велодром, Марсель                                                              |
| 1956 | 06-06-1956                                                                     | «Седан»                                                                        | «Ніцца»                                                                        | 1-0                                                                            | Парк де Пренс, Париж                                                           |
| 1957 | 07-06-1957                                                                     | «Сент-Етьєнн»                                                                  | «Тулуза»                                                                       | 2-1                                                                            | Муніципальний стадіон, Тулуза                                                  |
| 1958 | 19-11-1958                                                                     | «Реймс»                                                                        | «Нім»                                                                          | 2-1                                                                            | Велодром, Марсель                                                              |
| 1959 | 02-06-1959                                                                     | «Гавр»                                                                         | «Ніцца»                                                                        | 2-0                                                                            | Парк-де-Пренс, Париж                                                           |
| 1960 | 01-06-1960                                                                     | «Реймс»                                                                        | «Монако»                                                                       | 6-2                                                                            | Стад Малакофф, Нант                                                            |
| 1961 | 22-08-1961                                                                     | «Монако»                                                                       | «Седан»                                                                        | 1-1, виграш за жеребом                                                         | Велодром, Марсель                                                              |
| 1962 | 29-06-1962                                                                     | «Сент-Етьєнн»                                                                  | «Реймс»                                                                        | 4-2                                                                            | Стад Боблан, Лімож                                                             |
| 1965 | 17-08-1965                                                                     | «Нант»                                                                         | «Ренн»                                                                         | 3-2                                                                            | Стад дю Мустуар, Лор'ян                                                        |
| 1966 | 13-06-1966                                                                     | «Реймс»                                                                        | «Нант»                                                                         | 2-0                                                                            | Стад Марсель-Сопен, Нант                                                       |
| 1967 | 13-06-1967                                                                     | «Сент-Етьєнн»                                                                  | «Ліон»                                                                         | 3-0                                                                            | Жоффруа Гішар, Сент-Етьєнн                                                     |
| 1968 | 17-08-1968                                                                     | «Сент-Етьєнн»                                                                  | «Бордо»                                                                        | 5-3                                                                            | Стад Ріхтер, Монпельє                                                          |
| 1969 | 23-07-1969                                                                     | «Сент-Етьєнн»                                                                  | «Марсель»                                                                      | 3-2                                                                            | Парк де Пренс, Париж                                                           |
| 1970 | 19-06-1970                                                                     | «Ніцца»                                                                        | «Сент-Етьєнн»                                                                  | 2-0                                                                            | Стад дю Ре, Ніцца                                                              |
| 1971 | 20-08-1971                                                                     | «Марсель» / «Ренн»                                                             | 2-2, нічия                                                                     | Стад Франсіс-Ле Бле, Брест                                                     |                                                                                |
| 1972 | 26-07-1972                                                                     | «Бастія»                                                                       | «Марсель»                                                                      | 5-2                                                                            | Стад Бон-Ранконтр, Тулон                                                       |
| 1973 | 21-08-1973                                                                     | «Ліон»                                                                         | «Нант»                                                                         | 1-0                                                                            | Стад Франсіс-Ле Бле, Брест                                                     |
| 1985 | 18-12-1985                                                                     | «Монако»                                                                       | «Бордо»                                                                        | 1-1, за пенальті 8-7                                                           | Шабан-Дельмас, Бордо                                                           |
| 1986 | 23-01-1987                                                                     | «Бордо»                                                                        | ПСЖ                                                                            | 1-0                                                                            | Стад Рене-Серж-Набажот, Лез-Абім (Гваделупа)                                   |
| 1995 | 03-01-1996                                                                     | ПСЖ                                                                            | «Нант»                                                                         | 2-2, за пенальті 6-5                                                           | Стад Франсіс-Ле Бле, Брест                                                     |
| 1996 | Матч за Суперкубок не проводився, оскільки «Осер» зробив дубль (ліга і кубок). | Матч за Суперкубок не проводився, оскільки «Осер» зробив дубль (ліга і кубок). | Матч за Суперкубок не проводився, оскільки «Осер» зробив дубль (ліга і кубок). | Матч за Суперкубок не проводився, оскільки «Осер» зробив дубль (ліга і кубок). | Матч за Суперкубок не проводився, оскільки «Осер» зробив дубль (ліга і кубок). |
| 1997 | 23-07-1997                                                                     | «Монако»                                                                       | «Ніцца»                                                                        | 5-2                                                                            | Стад де ла Медітерране, Безьє                                                  |
| 1998 | 30-07-1998                                                                     | ПСЖ                                                                            | «Ланс»                                                                         | 1-0                                                                            | Стад де ла Валле дю Шер, Тур                                                   |
| 1999 | 24-07-1999                                                                     | «Нант»                                                                         | «Бордо»                                                                        | 1-0                                                                            | Стад де ла Лікорн, Ам'єн                                                       |
| 2000 | 22-07-2000                                                                     | «Монако»                                                                       | «Нант»                                                                         | 0-0, за пенальті 6-5                                                           | Стад Огюст-Бональ, Сошо                                                        |
| 2001 | 19-07-2001                                                                     | «Нант»                                                                         | «Страсбур»                                                                     | 4-1                                                                            | Стад де ла Мено, Страсбур                                                      |
| 2002 | 27-07-2002                                                                     | «Ліон»                                                                         | «Лор'ян»                                                                       | 5-1                                                                            | Стад П'єр де Кубертен, Канни                                                   |
| 2003 | 26-07-2003                                                                     | «Ліон»                                                                         | «Осер»                                                                         | 2-1                                                                            | Жерлан, Ліон                                                                   |
| 2004 | 31-07-2004                                                                     | «Ліон»                                                                         | ПСЖ                                                                            | 1-1, за пенальті 7-6                                                           | Стад П'єр де Кубертен, Канни                                                   |
| 2005 | 27-07-2005                                                                     | «Ліон»                                                                         | «Осер»                                                                         | 4-1                                                                            | Аббе-Дешам, Осер                                                               |
| 2006 | 30-07-2006                                                                     | «Ліон»                                                                         | ПСЖ                                                                            | 1-1, за пенальті 5-4                                                           | Жерлан, Ліон                                                                   |
| 2007 | 28-07-2007                                                                     | «Ліон»                                                                         | «Сошо»                                                                         | 2-1                                                                            | Жерлан, Ліон                                                                   |
| 2008 | 02-08-2008                                                                     | «Бордо»                                                                        | «Ліон»                                                                         | 0-0, за пенальті 5-4                                                           | Шабан-Дельмас, Бордо                                                           |
| 2009 | 25-07-2009                                                                     | «Бордо»                                                                        | «Генгам»                                                                       | 2-0                                                                            | Олімпійський стадіон, Монреаль, Канада                                         |
| 2010 | 28-07-2010                                                                     | «Марсель»                                                                      | ПСЖ                                                                            | 0-0, за пенальті 5:4                                                           | Стадіон «7 листопада», Радес, Туніс                                            |
| 2011 | 27-07-2011                                                                     | «Марсель»                                                                      | «Лілль»                                                                        | 5:4                                                                            | «Центральний стадіон», Танжер, Марокко                                         |
| 2012 | 28-07-2012                                                                     | «Ліон»                                                                         | «Монпельє»                                                                     | 2:2 (пен. 4:2)                                                                 | «Ред Булл Арена», Гаррісон (Нью-Джерсі), США                                   |
| 2013 | 3-08-2013                                                                      | ПСЖ                                                                            | «Бордо»                                                                        | 2:1                                                                            | «Стад д'Онгонджі», Лібревіль, Габон                                            |
| 2014 | 2-08-2014                                                                      | ПСЖ                                                                            | «Генгам»                                                                       | 2:0                                                                            | Стадіон «Пролетар», Пекін, КНР                                                 |
| 2015 | 1-08-2015                                                                      | ПСЖ                                                                            | «Ліон»                                                                         | 2:0                                                                            | «Стад Сапуто», Монреаль, Канада                                                |
| 2016 | 6-08-2016                                                                      | ПСЖ                                                                            | «Ліон»                                                                         | 4:1                                                                            | «Вертерзее-Штадіон», Клагенфурт-ам-Вертерзее, Австрія                          |
| 2017 | 29-07-2017                                                                     | ПСЖ                                                                            | «Монако»                                                                       | 2:1                                                                            | «Стад Ібн-Батута», Танжер, Марокко                                             |
| 2018 | 04-08-2018                                                                     | ПСЖ                                                                            | «Монако»                                                                       | 4:0                                                                            | «Спортивний центр Універсіади», Шеньчжень , КНР                                |
| 2019 | 03-08-2019                                                                     | ПСЖ                                                                            | «Ренн»                                                                         | 2:1                                                                            | «Спортивний центр Універсіади», Шеньчжень , КНР                                |
| 2020 | 13-01-2021                                                                     | ПСЖ                                                                            | «Марсель»                                                                      | 2:1                                                                            | «Боллар-Делеліс», Ланс                                                         |
| 2021 | 01-08-2021                                                                     | «Лілль»                                                                        | ПСЖ                                                                            | 1:0                                                                            | «Блумфілд», Тель-Авів, Ізраїль                                                 |
| 2022 | 31-07-2022                                                                     | ПСЖ                                                                            | «Нант»                                                                         | 4:0                                                                            | «Блумфілд», Тель-Авів, Ізраїль                                                 |
| 2023 | 03-01-2024                                                                     | ПСЖ                                                                            | «Тулуза»                                                                       | 2:0                                                                            | Парк де Пренс, Париж                                                           |
| 2024 | 05-01-2025                                                                     | ПСЖ                                                                            | «Монако»                                                                       | 1:0                                                                            | Стадіон 974, Доха, Катар                                                       |